# 大秋千区
大秋千區（泰語： Khwaeng Sao Chingcha），曼谷拍那空县的一个區，得名于区内地标大秋千。
大秋千原本是举办婆罗门教秋千仪式的建筑，但因仪式过于危险而在1934年停办，现今是曼谷地标之一。大秋千周围区域原本是集市。1972年，昭披耶河两岸的拍那空和吞武里二地市政机关合并，新市政大楼选址在大秋千市场，遂将之拆除，原集市迁至莫巷市场一带。
大秋千旁的善见寺归属拉差博披寺区而非大秋千區。

## 地点
- 大秋千
- 波罗僧庙
- 曼谷市政大楼
- 玛汉那帕兰寺（英语：Wat Mahannapharam）[6]